# 河上敬也
河上 敬也（かわかみ たかや、1959年4月1日 - ）は、北海道小樽市出身の野球指導者。高校野球監督を経て、2022年に北海道フロンティアリーグ・美唄ブラックダイヤモンズの初代監督を務めた。

## 経歴・人物
現役時代は外野手としてプレー。北照高校3年夏は、南北海道大会準決勝で敗退した。1977年に同高を卒業し、1981年に札幌大学経営学部経営学科を卒業した。同年に北海道教育大学札幌校の聴講生となり、常勤講師として母校・北照高校の硬式野球部の監督に就任。1983年に聴講生を終了し、同高の保健体育教諭（のち、特任講師）となる。
1991年の夏の甲子園で小樽支部の高校としては初となる甲子園大会出場を果たし、2000年春には甲子園初勝利を達成した。春5度、夏3度の甲子園大会出場に導く名将として活躍し、2010年春、2013年春はベスト8まで導いた。教え子に米野智人らNPB入りした選手が12人いる。しかし、2014年9月に、同部の部員2人に平手打ちする体罰を加えていたことが判明。別の生徒の保護者から報告を受けた同高はこれを問題視し、11月25日から停職3か月、同部への指導停止1年の処分を河上に科した。竹内昭文が監督代行となり、翌2015年3月1日には河上の監督退任と既に高校からも退職していることが発表された。
北照高校退職後1年間は野球を勉強する時間に充て、道内の公立校などのグラウンドの視察や、1A、2Aなどのマイナーリーグの見学を目的としたアメリカへの野球留学などを経験した。
2016年3月より北海道を離れ、知人を介して話を受けた兵庫県の通信制高等学校である相生学院高校の硬式野球部監督、ならびに多可校の副校長に就任。同高の硬式野球部は2013年に創部したばかりで河上は「真っ白なキャンパスに色を付けられるということで魅力を感じた」と語り、理事長の森和明からは3年で甲子園出場、5年で全国優勝を託された。選手たちとともに寮暮らしをしながら指導にあたったが、翌2017年4月15日付で退任した。
体調を崩していたこともあり、相生学院退任後は高校野球指導の第一線からは離れる。ニセコ町のコンドミニアムで清掃のアルバイト職に就いていた中、2021年12月、翌年より独立リーグ・北海道フロンティアリーグの球団としてスタートする美唄ブラックダイヤモンズの初代監督のオファーを受ける。次女からの「ユニフォーム姿がまた見たい」という声や、2022年1月6日に荘司光哉球団代表と話す中で共鳴することがあったことから、このオファーを快諾。同月31日より同球団の初代監督に就任した。会見の中で、自身の使命について「地域の魅力となるような野球の目的と価値を再設計し地域の活性化を図る」「スポーツとしての垣根を越えたネットワークの構成」の2つを挙げている。美唄の同年のレギュラーシーズンは3位（最下位）に終わり、リーグチャンピオンシップへの進出を逃した。同年12月、契約満了により、美唄の監督を1年で退任した。
美唄の監督在任中の2022年夏までに、北海道札幌あすかぜ高校硬式野球部の前任の監督より監督就任の依頼があり、高校野球指導への復帰を決意する。2023年12月から学生野球資格回復制度の研修会を受け、2024年2月2日に学生野球資格を回復する。同年4月から、2022年秋より常任の指導者が不在であった北海道札幌あすかぜ高校の監督に就任し、9年ぶりに北海道の高校での野球指導にあたることとなった。

## 人物
- 尊敬する人物に元箕島高校監督の尾藤公、元横浜高校監督の渡辺元智を挙げる[4]。
- 2023年に腰のヘルニアの手術を受けている[3]。

## 指導実績

### 出場大会
甲子園大会
- 春 - 出場5回・5勝5敗
- 夏 - 出場3回・0勝3敗
- 通算 - 出場8回・5勝8敗

明治神宮大会
- 秋 - 出場4回・3勝4敗
- 通算 - 出場4回・3勝4敗

### 主な教え子
- 大脇浩二
- 米野智人
- 上村和裕
- 加登脇卓真
- 植村祐介
- 西森将司

- 谷内田敦士
- 西田明央
- 又野知弥
- 吉田雄人
- 齋藤綱記
- 村上海斗

## 詳細情報

### 背番号
- 78（2022年）